# Habrochloa
Habrochloa là một chi thực vật có hoa trong họ Hòa thảo (Poaceae).

## Loài
Chi Habrochloa gồm các loài: